# Vangjush Furxhi
Vangjush Furxhi (ur. 24 marca 1943 w Korczy, zm. 26 sierpnia 2001 w Tiranie) – albański aktor.

## Życiorys
Występował w szkolnych zespołach teatralnych. W 1966 ukończył studia w szkole aktorskiej im. Aleksandra Moisiu przy Teatrze Ludowym w Tiranie. W latach 1966–1972 pracował w teatrze w Korczy. Potem przeniósł się do Tirany, gdzie objął stanowisko kierownika katedry reżyserii teatralnej w Instytucie Sztuk. Przez dwa lata (1992-1994) sprawował urząd wiceministra kultury, młodzieży i sportu. Po odejściu ze stanowiska ministerialnego pracował w Wydziale Kultury tirańskiej prefektury.
Na dużym ekranie zadebiutował w 1966 epizodyczną rolą w filmie Oshëtime në bregdet. Wystąpił w 16 filmach fabularnych. Trzykrotnie (1980, 1981, 1985) otrzymywał nagrody aktorskie na Festiwalach Filmów Albańskich. Zmarł po długiej chorobie. W 10 rocznicę śmierci filmy z jego udziałem przypomniano na festiwalu filmowym w Durrësie.
W życiu prywatnym był żonaty (żona Marilda). Za swoją działalność artystyczną został wyróżniony tytułem Artysty Ludu. Imię aktora noszą ulice w Tiranie i w Korczy.

## Role filmowe
- 1966: Oshëtime në bregdet jako Veip
- 1970: I teti në bronz jako Arif
- 1970: Montatorja jako Agim
- 1971: Malet me blerim mbuluar jako Pelicelli
- 1971: Kur zbardhi një ditë
- 1980: Gëzhoja e vjetër jako Thanas
- 1980: Plumba Perandorit jako Giannini
- 1981: Agimet e stinës së madhe jako Latif Bora
- 1982: Era e ngrohtë e thellësive jako Mihal, sekretarz partii
- 1982: Njeriu i mirë jako Kico Pela
- 1982: Shokët jako Bujar
- 1983: Dora e ngrohtë jako śledczy Thanas
- 1984: Shirat e vjeshtës jako inżynier Astrit
- 1984: Vendimi jako telegrafista
- 1985: Të paftuarit jako pisarz Besian Vorpsi